# Dainius Junevičius
Dainius Junevičius (ur. 28 lipca 1958 w Kownie) – litewski fizyk, historyk fotografii, emerytowany dyplomata, były ambasador Litwy w Polsce, Grecji, Egipcie i Republice Południowej Afryki.  

## Życiorys
W 1976 ukończył szkołę średnią nr 12 w Kownie. W latach 1976–1981 studiował fizykę na Uniwersytecie Wileńskim, a od 1985 do 1988 był słuchaczem studium doktoranckiego w Instytucie Fizyki Półprzewodników Litewskiej Akademii Nauk.
Od 1981 pracował jako inżynier w Instytucie Naukowo-Badawczym „Venta” w Wilnie, a od 1983 do 1990 był młodszym pracownikiem naukowym w Instytucie Fizyki Półprzewodników Litewskiej Akademii Nauk. 
W 1991 rozpoczął pracę w Ministerstwie Spraw Zagranicznych Litwy jako starszy referent w Wydziale Europy Środkowo-Wschodniej. W tym samym roku został skierowany do Warszawy z misją zorganizowania Litewskiego Biura Informacyjnego. 2 września 1991 minister spraw zagranicznych Litwy Algirdas Saudargas powołał go na funkcję chargé d’affaires. Od 30 czerwca 1992 do 15 maja 1994 Junevičius sprawował funkcję pierwszego Ambasadora Republiki Litewskiej w Polsce.
Po powrocie do kraju pracował w Wydziale Kultury Instytutu Kultury i Sztuki (obecnie Instytut Badań nad Kulturą Litwy). W latach 1995–1997 był szefem przedstawicielstwa Kredyt Banku w Wilnie. W 1997 powrócił do pracy w dyplomacji obejmując stanowisko generalnego inspektora w MSZ. W latach 2001–2006 był ambasadorem w Grecji, od 2002 akredytowanym także w Bułgarii, Rumunii i Albanii. Od 2006 do 2008 był zatrudniony w Departamencie Informacji i Komunikacji Społecznej MSZ jako ambasador do specjalnych poruczeń. W 2008 objął kierownictwo Specjalnej Misji Republiki Litewskiej w Afganistanie w randze ambasadora. 5 października 2010 prezydent Litwy wystawiła mu listy uwierzytelniające jako drugiemu w historii ambasadorowi Litwy w Egipcie, z dodatkową akredytacją w Katarze, Zjednoczonych Emiratach Arabskich, Kuwejcie, Jordanii, Arabii Saudyjskiej, Libanie. Reprezentował także Litwę w Lidze Państw Arabskich. Pracę w Egipcie zakończył 3 sierpnia 2015. Po powrocie do kraju pracował w Ministerstwie Spraw Zagranicznych zajmując stanowisko ambasadora ds. kontaktów z organizacjami żydowskimi. 
11 listopada 2020 Rada Ministrów Litwy zaakceptowała jego kandydaturę na stanowisko Ambasadora w Republice Południowej Afryki. Po otrzymaniu listów uwierzytelniających od prezydenta pracę rozpoczął 14 grudnia 2020. Ambasadorem pozostawał do 2023.

## Działalność naukowa i publikacje
Jako historyk fotografii specjalizuje się w badaniach litewskiej fotografii XIX wieku ze szczególnym uwzględnieniem twórczości Abdona Korzona i Józefa Czechowicza. Zajmuje się także historią fotografii stereoskopowej. W 2010 dzięki jego staraniom na Cmentarzu Bernardyńskim w Wilnie odnaleziono miejsce pochówku i poświęcono nagrobek Józefa Czechowicza. Był kuratorem wystawy „Wilno Józefa Czechowicza" (2015) w Muzeum im. Vytautasa Kasiulisa w Wilnie oraz „Józef Czechowicz i jego epoka w fotografii” (2018) i "Między Litwą a Francją. Dwa światy hrabiego Benedykta Henryka Tyszkiewicza na jego zdjęciach z końca XIX wieku" (2021) w Wileńskiej Galerii Obrazów Litewskiego Narodowego Muzeum Sztuki. Jest autorem, m.in.:
- Abdon Korzon — pierwszy fotograf widoków Wilna Abdon Korzon, Warszawa: Wydawnictwo DiG, 2022, ISBN 978-83-286-0194-9[10]
- Kuršių nerija anno 1900: Tilžės fotografo Roberto Minzloffo (1855–1930) stereoskopinių fotografijų rinkinys „Kurische Nehrung“ Tilsit, 1900, (z Nijolė Strakauskaitė), Neringa: Liudviko Rėzos kultūros centras, 2020, ISBN 978-609-96164-0-7[11]
- Iškilioji Lietuva 1861–1918: stereoskopinių vaizdų albumas, Wilno: Artprint, 2019, ISBN 978-609-8180-49-7[12]
- Juozapas Čechavičius ir jo epocha fotografijoje: parodos katalogas, Wilno: Litewskie Muzeum Sztuki, ISBN 978-609-426-119-0[13]
- Abdonas Korzonas – pirmasis Vilniaus vaizdų fotografas, Wilno: Vilniaus dailės akademijos leidykla, 2018, ISBN 978-609-447-285-5[14]
- Sukilėlių būrių Žemaitijoje monografija (z Ievą Šenavičienė), Wilno: Litewski Instytut Historii, 2015, ISBN 978-9955-847-99-1
- Antalis Rohrbachas 1861 m. fotografijos, Wilno: Versus Aureus, 2013, ISBN 978-9955-34-404-9[15]

## Ordery i odznaczenia
- Krzyż Oficerski Orderu Zasługi Rzeczypospolitej Polskiej (2001)[16]
- Krzyż Komandorski Orderu „Za Zasługi dla Litwy” (2003)[17]
- Krzyż Komandorski Orderu Zasługi Rzeczypospolitej Polskiej (2019)[18]